# Linfonodi poplitei
I linfonodi poplitei sono un gruppo di linfonodi dell'arto inferiore. Sono immersi nel grasso viscerale che riempie la cavità poplitea, a ridosso dei vasi poplitei.

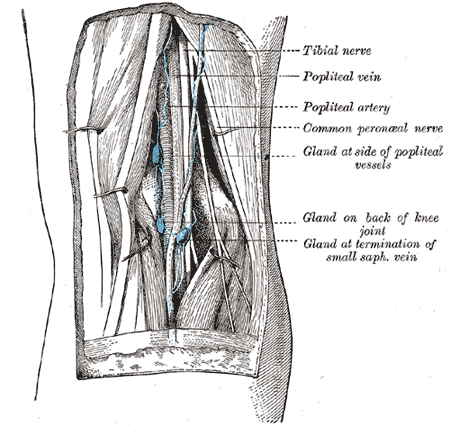
Gamba dissezionata e vista posteriormente. Da apprezzare i rapporti dei linfonodi poplitei con i vasi poplitei.

Sono generalmente piccoli, in numero di sei o sette, e sono tutti sottofasciali.

## Suddivisioni
Secondo la Terminologia Anatomica i linfonodi poplitei si distinguono in due gruppi:
- superficiali;
- profondi.

Altre suddivisioni sono arbitrarie, poiché i gruppi linfonodali hanno un'ampia varietà topografica inter-individuale; di seguito sono riportate le suddivisioni di Leaf et.al, insieme a quelle di Cunéo, Poirier et.al:

### In base ai rapporti con il femore
Leaf et. al suddivide i linfonodi poplitei in:
- linfonodi intercondiloidei, situati tra i due condili (mediale e laterale) del femore
- linfonodi sopracondiloidei, situati superiormente rispetto a questi;

### In base ai rapporti con la fascia poplitea
Cunéo, Poirier et.al suddividono i linfonodi in tre gruppi:
- anteriore, con un linfonodo solitamente unico, situato a ridosso dell'articolazione del ginocchio; nello specifico, esso è posizionato a ridosso del legamento posteriore di questa (legamento popliteo obliquo, rinforzato dalla porzione tendinea del muscolo semimembranoso);
- medio: comprende 3-4 linfonodi posizionati nel grasso che circonda i vasi poplitei;
- posteriore, o superficiale, con un linfonodo solitamente unico (linfonodo della vena

piccola safena). Esso è situato lateralmente all'arco venoso formato dalla vena piccola safena, e medialmente al nervo cutaneo posteriore del femore.
La suddivisione di Cunéo e Poirier è quella che meglio rispecchia la classificazione ufficiale.

## Territori di drenaggio

### Afferenze
i linfonodi poplitei, in generale, drenano la linfa dei seguenti territori topografici:
- regione posterolaterale della gamba, definita dal decorso della vena piccola safena e che origina i vasi linfatici piccoli safeni;
- regione posterolaterale del piede (faccia plantare), definita dal decorso della vena piccola safena e che origina i vasi linfatici piccoli safeni, sottocutanei[3]
- regione del ginocchio, definita dal percorso delle arterie geniculari.

Poiché sono situati a cavallo tra la coscia e la gamba, essi sono intercalati nei linfonodi principali di queste regioni. In altre parole, ricevono le efferenze provenienti dai:
- linfonodi tibiali anteriori;
- linfonodi tibiali posteriori e peronei

I vasi efferenti, provenienti da questi linfonodi, sono generalmente denominati "vasi linfatici tibiali anteriori e posteriori).

### Efferenze
I linfonodi popolitei originano 3-4 vasi linfatici efferenti, che si dirigono superiormente, attraversando il canale di Hunter. Una volta giunti nella coscia, essi sboccano a livello dei linfonodi inguinali profondi. 
Poiché ci sono anastomosi tra la vena piccola safena (che scandisce il percorso dei linfonodi poplitei, sottofasciali) e vena grande safena (soprafasciale), le efferenze possono seguire questo percorso alternativo per poi sboccare a livello dei linfonodi inguinali superficiali.
In altri casi, riportati da Bardeleben, Naekel e Frohse, i vasi linfatici efferenti seguono il nervo ischiatico e infine si giungono ai linfonodi iliaci interni.

## Meccanismo della pompa cardiaca
I vasi linfatici efferenti, provenienti dai linfonodi poplitei, contribuiscono a quel meccanismo conosciuto in fisiologia come "cuore periferico". Difatti, durante la deambulazione, il ritorno venoso è facilitato non solo dalla vena grande e piccola safena, ma anche dai linfatici efferenti poplitei. 
Poiché durante la deambulazione, il muscolo soleo si contrae, esso "spreme" letteralmente i vasi efferenti poplitei. La linfa che fuoriesce giunge al torrente circolatorio venoso, facilitando il meccanismo di ritorno venoso. 
Al termine della contrazione (es. tra un passo e l'altro) il reflusso della linfa verso il piede è impedito dalle valvole linfatiche, tipiche dei linfatici efferenti poplitei.